# Cratere Schmidt (Luna)

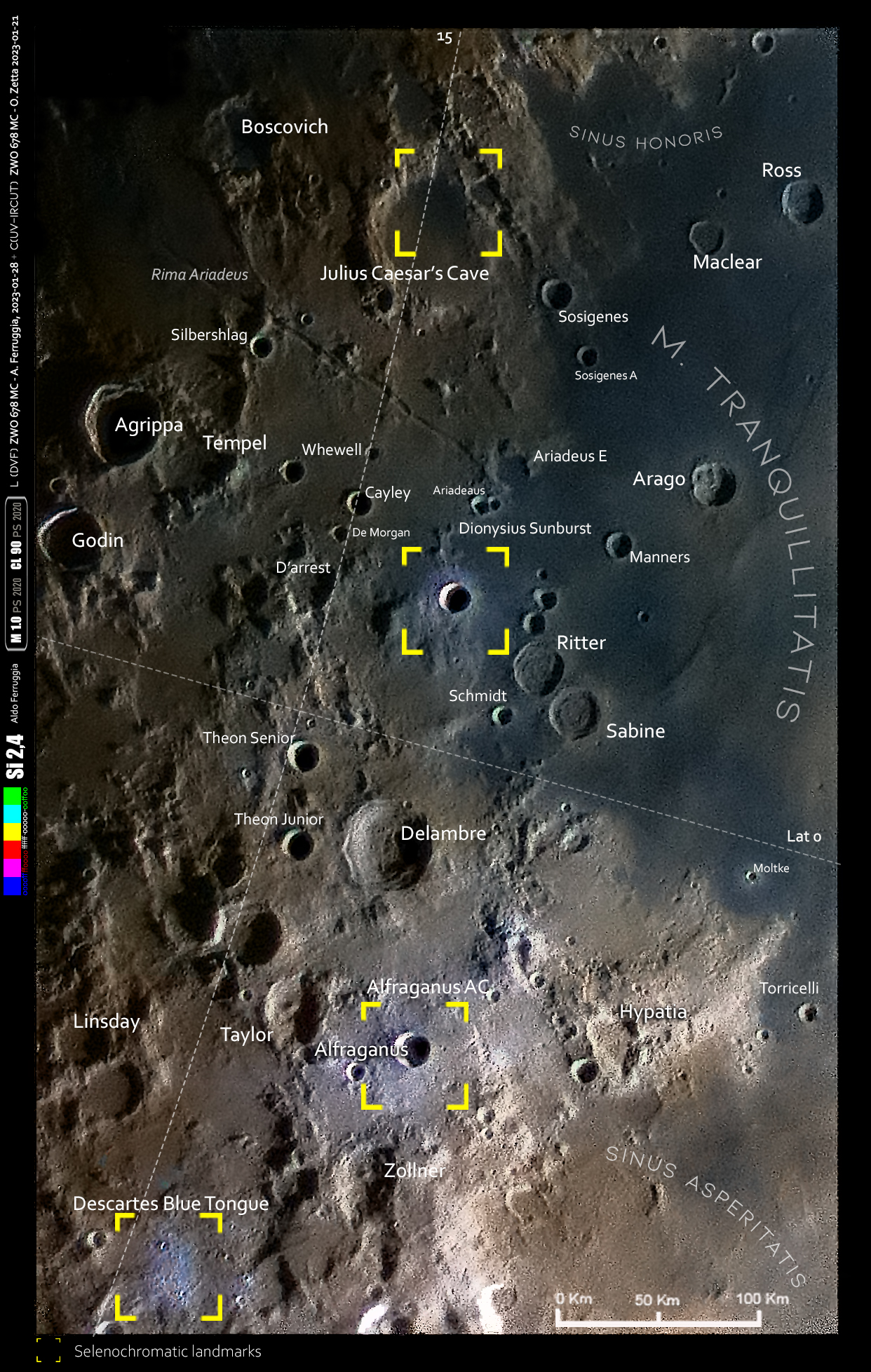
Il cratere con le strutture vicine in una Immagine Selenocromatica(Si)

Schmidt è un cratere lunare di 11,13 km situato nella parte nord-orientale della faccia visibile della Luna.
Il cratere è dedicato all'astronomo tedesco Johann Friedrich Julius Schmidt, all'astronomo estone Bernhard Schmidt e all'esploratore sovietico Otto Schmidt.